# Whitewater (Indiana)
Whitewater és una població dels Estats Units a l'estat d'Indiana. Segons el cens del 2000 tenia 78 habitants.

## Demografia
Segons el cens del 2000, Whitewater tenia 78 habitants, 28 habitatges, i 25 famílies. La densitat de població era de 376,4 habitants/km².
Dels 28 habitatges en un 32,1% hi vivien nens de menys de 18 anys, en un 75% hi vivien parelles casades, en un 7,1% dones solteres, i en un 10,7% no eren unitats familiars. En el 7,1% dels habitatges hi vivien persones soles el 7,1% de les quals corresponia a persones de 65 anys o més que vivien soles. El nombre mitjà de persones vivint en cada habitatge era de 2,79 i el nombre mitjà de persones que vivien en cada família era de 2,84.
Per edats la població es repartia de la següent manera: un 28,2% tenia menys de 18 anys, un 5,1% entre 18 i 24, un 25,6% entre 25 i 44, un 23,1% de 45 a 60 i un 17,9% 65 anys o més.
L'edat mediana era de 40 anys. Per cada 100 dones de 18 o més anys hi havia 100 homes.
La renda mediana per habitatge era de 31.875 $ i la renda mediana per família de 33.125 $. Els homes tenien una renda mediana de 43.250 $ mentre que les dones 26.250 $. La renda per capita de la població era de 13.987 $. Entorn del 9,5% de les famílies i el 6,7% de la població estaven per davall del llindar de pobresa.

## Poblacions més properes
El següent diagrama mostra les poblacions més properes.